# Gospodara Vučića
La rue Gospodara Vučića (en serbe cyrillique : Господара Вучића) est une rue de Belgrade, la capitale de la Serbie, située dans les municipalités urbaines de Voždovac et Zvezdara.

## Parcours
La rue Gospodara Vučića naît à proximité de la rue Ustanička. Elle s'oriente vers l'est, croise la rue Bjelanovićeva (à gauche), les rues Anastasa Jovanovića (à gauche) et Deli Radivoja (à droite), les rues Pčinjska et Debarska (à droite) puis les rues Mihaila Gavrilovića (à gauche) et Vojvode Prijezde (à droite). Elle poursuit son parcours en direction de l'est et traverse la rue Maksima Gorkog. Elle croise ensuite les rues Veljka Milićevića (à droite), Skopljanska (à gauche), Tikveška et Nikole Sovilja (à droite), Vladimira Karića (à gauche) et Vlaha Bukovca (à droite). Elle se prolonge en dépassant les rues Đerdapska (à gauche), Kruševačka (à droite), Dr Milutina Zečevića (à gauche) ; elle croise la rue Grčića Milenka, passe le Južni bulevar (à gauche), la rue Bačvanska (à droite), traverse la large rue Vojislava Ilića. Elle laisse ensuite de nombreuses rues : Tatar Bogdanova (à droite), Ulcinjska (à gauche), Gospićka et Nikole Čupića (à droite), Ravanička (à gauche), Križanićeva et Gorničevska (à droite), Subotička (à gauche), Braće Miladinov et Odeska (à droite) ou Koste Abraševića (à gauche). Elle rejoint ensuite un grand carrefour entre les rues Slobodanke Danke Savić, Olge Jovanović et Vučićev prolaz puis, peu après, elle rejoint le Bulevar kralja Aleksandra (le « boulevard du roi Alexandre »), son point d'aboutissement. Pendant toute une partie de son parcours, avant d'entrer dans la municipalité de Zvezdara, la rue sert de limite entre les municipalités de Voždovac et de Vračar.

## Éducation
La Seconde école d'économie Milutin Milanković se trouve au n° 50. La Faculté des études de sécurité de l'université de Belgrade, fondée en 1978, est située à la même adresse.

## Sport
Le siège de l'équipe de football du FK Obilić Belgrade est situé au n° 189 de la rue. Son stade est situé à la même adresse ; construit en 1951 et rénové en 2006, il peut accueillir 4 600 spectateurs en place assise.

## Économie
La société ABSoft, qui propose des systèmes d'information intégrés, a son siège au n° 21 de la rue.

## Transports
Deux lignes de bus de la société GSP Beograd passent dans la rue, les lignes 46 (Gare principale de Belgrade – Mirijevo) et 55 (Zvezdara – Stari Železnik), ainsi que la ligne de trolleybus 22 (Studentski trg - Kruševačka).